# Jestice
Jestice, ungarisch Jeszte ist eine Gemeinde in der südlichen Mittelslowakei mit 151 Einwohnern (Stand 31. Dezember 2024), die im Okres Rimavská Sobota, einem Kreis des Banskobystrický kraj, liegt und zur traditionellen Landschaft Gemer gehört.

## Geographie
Die Gemeinde befindet sich im Ostteil des Berglands Cerová vrchovina, am Oberlauf des Baches Mačací potok im Einzugsgebiet der Rimava, nahe der Staatsgrenze zu Ungarn. Das Ortszentrum liegt auf einer Höhe von 208 m n.m. und ist 25 Kilometer von Rimavská Sobota entfernt.
Nachbargemeinden sind Hostice im Norden und Osten, Domaháza (H) im Südosten, Petrovce im Süden und Gemerské Dechtáre im Westen.

## Geschichte
Jestice entstand um die Mitte des 11. Jahrhunderts und wurde zum ersten Mal 1333 als Jetze schriftlich erwähnt. Damals besaß ein gewisser Felicián Zach die Ortsgüter, nach seinem Verrat ging der Besitz an das Geschlecht Méhy. In der Zeit der Türkenkriege flüchteten die Einwohner und der Ort wurde danach Besitz des Landadels. 1828 zählte man 19 Häuser und 152 Einwohner, die als Landwirte beschäftigt waren.
Bis 1918/19 gehörte der im Komitat Gemer und Kleinhont liegende Ort zum Königreich Ungarn und kam danach zur Tschechoslowakei beziehungsweise heute Slowakei. Auf Grund des Ersten Wiener Schiedsspruchs lag er von 1938 bis 1944 noch einmal in Ungarn.

## Bevölkerung
| Jahr                | 1994 | 2004     | 2014     | 2024    |
| ------------------- | ---- | -------- | -------- | ------- |
| Anzahl der Personen | 199  | 174      | 155      | 151     |
| Unterschied         |      | −12,56 % | −10,91 % | −2,58 % |

| Jahr                | 2023 | 2024    |
| ------------------- | ---- | ------- |
| Anzahl der Personen | 155  | 151     |
| Unterschied         |      | −2,58 % |

Gemäß der Volkszählung 2011 wohnten in Jestice 186 Einwohner, davon 168 Magyaren und 18 Slowaken. 
174 Einwohner bekannten sich zur römisch-katholischen Kirche, sieben Einwohner zur reformierten Kirche und zwei Einwohner zur griechisch-katholischen Kirche. Ein Einwohner war konfessionslos und bei zwei Einwohnern wurde die Konfession nicht ermittelt.